# Comfort Doyoe Cudjoe-Ghansah
Comfort Doyoe Cudjoe-Ghansah (sinh ngày 3 tháng 11 năm 1967) là một chính trị gia Ghana và là thành viên của Nghị viện cho khu vực bầu cử của Ada. Bà cũng là Bộ trưởng Nhà nước phụ trách các tổ chức xã hội và đồng minh.

## Tuổi thơ và giáo dục
Tiện nghi Doyoe Cudjoe-Ghansah được sinh ra tại Big Ada, Greater Accra Region trên 03 Tháng 11 năm 1967. Tiện nghi giành Diploma của bà trong Stenographership từ Royal Academy of Accounting, Accra vào năm 1983. bà giành được một chứng chỉ trong Đài phát thanh và truyền hình Presentation từ Học viện Báo chí Ghana năm 2011.

## Đời sống chính trị
Cudjoe-Ghansah là thành viên của Nghị viện bầu cử Ada, và là thành viên của ủy ban về giới và trẻ em, và về các vấn đề đối ngoại. Bà là Bộ trưởng Bộ Nhà nước của chính phủ Ghana về các tổ chức xã hội và đồng minh, đã được Tổng thống Ghana John Dramani Mahama đặt tên cho vai trò này vào tháng 1 năm 2013. bà phủ nhận các cáo buộc vào năm 2014 rằng bà đã hối lộ các thành viên hội đồng để từ chối một Giám đốc điều hành quận do Tổng thống đề cử. Tên của bà đã bị xóa trong một cuộc họp khẩn cấp trong khu vực.
bà đã gặp Đại sứ Trung Quốc tại Ghana vào cuối năm đó để thảo luận về công việc chung về sức khỏe và phúc lợi của trẻ em.
Năm 2016, bà đã thay mặt chính phủ trao tặng máy tính cho người đứng đầu cơ quan dân sự Ghana, và hơn 500 bàn cho các trường học trong khu vực bầu cử của cô. Trong một buổi lễ quan trọng, bà nhấn mạnh tầm quan trọng của giáo dục đối với công dân Ghana.

### Chính trị
Cudjoe-Ghansah đã tranh cãi và giành được ghế trong nghị viện của Quốc hội Dân chủ Quốc gia cho Khu vực bầu cử Ada ở Vùng Greater Accra. bà đã giành được ghế này trong cuộc tổng tuyển cử Ghana năm 2016. bầu cử bằng cách giành được 18.954 phiếu trong số 23.570 phiếu, chiếm 80,42% tổng số phiếu hợp lệ.

## Cuộc sống cá nhân
bà ấy là một Cơ đốc nhân đã kết hôn với sáu đứa con. bà đã phát biểu tại các sự kiện đã tìm cách mang lại sự gắn kết tôn giáo cho khu vực, ca ngợi hòa bình ở Ghana.